# Flexumer
Als Flexumer (Zusammensetzung aus Flexibilität und Prosumer) werden im Energiesystem Letztverbraucher (private Haushalte, Gewerbetreibende oder Industriebetriebe) bezeichnet, die ihren Stromverbrauch sowie ihre Erzeugungs- und Speicherungskapazitäten flexibel einsetzen und damit Markt-, Netz- oder Systemdienstleistungen erbringen.

## Evolution des Letztverbrauchers

### Consumer
Im 20. Jahrhundert wurden Letztverbraucher als reine Stromabnehmer (Konsumenten, engl. consumer) von Energieversorgungsunternehmen durch eine begrenzte Anzahl von meist fossilen Großkraftwerken beliefert. Dies geschah als Teil der öffentlichen Daseinsvorsorge und ohne echte kompetitive Elemente. Die Letztverbraucher stellten als Last den Gegenpol zur Erzeugung dar. Dieser Zustand des Letztverbrauchers als reiner Stromabnehmer hielt in Deutschland auch nach dem 1996 durch die EU-Binnenmarktrichtlinie angestoßenen Unbundling-Prozess an. In diesem Zuge kam es zur Liberalisierung des Energiesektors, die mehr Wettbewerb in Erzeugung, Handel und Vertrieb mit sich brachte.

### „Prosumer“ (Producer + Consumer)
Begünstigt durch das Erneuerbare-Energien-Gesetz (EEG) im Jahr 2000, das den Vorrang der Stromerzeugung aus erneuerbaren Energien gegenüber konventionell erzeugtem Strom sowie eine garantierte Einspeisevergütung über 20 Jahre festlegte, kam es mit der Jahrtausendwende vermehrt zur Anschaffung von und Investition in kleine, dezentrale und erneuerbare Erzeugungsanlagen (z. B. Photovoltaikanlagen, Blockheizkraftwerke und Kleinwindanlagen) durch Letztverbraucher. Vormalig reine Stromabnehmer wurden zu Besitzern von Erzeugungsanlagen und somit zu Stromproduzenten, die zumindest einen Teil ihres verbrauchten Stroms selbst erzeugen. Dies prägte den Begriff Prosumer (Kombination aus Produzent, engl. producer, und Konsument, engl. consumer).
Voraussetzung für die flächendeckende Verbreitung von Prosumern ist die Energiewende in Deutschland. Im Zuge der Dekarbonisierung der Energiewirtschaft kommt es zum Systemwandel und die einst wenigen Großkraftwerke werden durch eine Vielzahl dezentraler Stromerzeugungsanlagen ersetzt.
Das 2016 verabschiedete Gesetz zur Digitalisierung der Energiewende (GDEW) soll den Weg für die Entwicklung des Letztverbrauchers vom reinen Stromabnehmer zum Prosumer ebnen. Das GDEW verleiht dem Smart Meter Rollout und der Datenkommunikation im Energienetz den rechtlichen Rahmen. Kernstück des Gesetzes ist das Messstellenbetriebsgesetz (MsbG), das den Markt für den Betrieb von Messstellen und die Ausstattung der leitungsgebundenen Energieversorgung mit modernen Messeinrichtungen und intelligenten Messsystemen regelt.

### „Flexumer“ (Flexible Prosumer)
Derzeit vollzieht sich eine weitere Entwicklung des Letztverbrauchers: neben der Funktion als Stromabnehmer und -produzent wird im Zuge von Digitalisierung, Automatisierung und Demokratisierung des Energiesystems die flexible und aktive Anpassung von Stromverbrauch, -erzeugung und -speicherung möglich. Der Letztverbraucher kann nun aktiv am Energiesystem teilnehmen, indem er seine sogenannten Flexibilitätsoptionen (Verbrauchs-, Erzeugungsanlagen, Speichersysteme) zur Nutzung für systemdienliche Zwecke vermarktet und wird somit zum Flexumer (Kombination aus Flexibilität und Prosumer).
Flexibilität beschreibt hier die technische Fähigkeit einer Anlage, die aktuelle und/oder prognostizierte Erzeugungsleistung ins bzw. Entnahmeleistung aus dem Stromnetz aktiv zu verändern. Als Flexibilitätsoptionen werden solche Anlagen bezeichnet, die in der Lage sind, ihre Leistung auf Basis eines externen Signals aktiv zu verändern.

## Etablierung des Begriffs
Erstmalig verwendet wurde der Begriff 2017 auf einer Tagung der Forschungsgesellschaft Energie (FGE) durch Egon Leo Westphal, Vorstandsvorsitzender bei Bayernwerk, der im Zuge der erwarteten wachsenden Bedeutung von Privathaushalten für den Energiesektor von der Evolution von Prosumern hin zu Flexumern sprach.
2018 wurde der Begriff von Gunnar Bärwaldt in einem Gastkommentar in der ATZelektronik aufgegriffen. Er schrieb, dass "auf den 'Consumer' und den 'Prosumer' der sogenannte 'Flexumer'" folgte. Bärwaldt begründete die Notwendigkeit des Flexumers wie folgt: “Mit dem Ausstieg aus der Kernenergie und dem Vorrang für Strom aus erneuerbaren Quellen geht Flexibilität auf der Angebotsseite verloren, zusätzliche angebotsabhängige Erzeugungsschwankungen aus einer Vielzahl kleiner Anlagen kommen hinzu. Soll auch weiterhin das Gleichgewicht erhalten bleiben, wird künftig die Nachfrageseite ertüchtigt werden: Die wachsende Flexibilität in der Stromaufnahme und -abgabe soll erschlossen werden, um auf Erzeugungsschwankungen reagieren zu können.”
2019 wurde im Auftrag vom Bundesministerium für Wirtschaft und Energie (BMWi) erstellten Gutachten zur Digitalisierung der Energiewende für das Berichtsjahr 2018 die erwartete Entwicklung vom bisher passiven Endverbraucher hin zum aktiven Akteur der Energiewende, dem Pro- und Flexumer, beschrieben und mit dem Smart Meter Rollout in Verbindung gebracht.
Seit 2017 wird der Begriff Flexumer im Rahmen des Förderprogramms „Schaufenster intelligente Energie – Digitale Agenda für die Energiewende“ (SINTEG) des Bundesministeriums für Wirtschaft und Energie (BMWi) immer wieder in Forschungsarbeiten der Forschungsstelle für Energiewirtschaft (FfE) verwendet.
2020 wurde im Rahmen des EU-finanzierten PV-Prosumers4Grid (PVP4Grid) Projektes der Begriff aufgegriffen. Dies geschah im Kontext der zunehmenden Digitalisierung in der Energieversorgung und der dadurch entstehenden Möglichkeit die Flexibilität von Prosumer-Anlagen zur weiteren Verwendung anzubieten.
Seit 2020 findet das Konzept Flexumer vermehrt Verwendung in verschiedenen energiewirtschaftlichen, bzw. -technischen Fachzeitschriften, wie beispielsweise der Applied Energy, EUWID Energie und IEEE Access.

## Technische Voraussetzungen
Derzeit sind überwiegend Ferraris-Zähler ohne Kommunikationseinheit verbaut. Im Zuge der Umsetzung des Messstellenbetriebsgesetzes werden viele Kunden mit intelligenten Messsystemen ausgestattet, die über das Smart Meter Gateway Messdaten versenden und Steuerbefehle empfangen können. Dies ist Voraussetzung für die Erbringung vieler Dienstleistungen, mit denen Flexumer am Energiesystem partizipieren können.
Industriekunden sind gesondert von privaten Haushalten und Gewerbetreibenden zu betrachten. Da sie ein Vielfaches mehr an Strom verbrauchen als Privathaushalte oder kleinere Gewerbe, wird ihr Stromverbrauch mithilfe der registrierenden Leistungsmessung (RLM) erfasst. Seit Einführung der RLM-Messung können Industriekunden Flexibilität bereitstellen und entsprechende Dienstleistungen für das Energiesystem erbringen.

## Wirtschaftliche Potenziale
Bislang haben sich wenige Studien mit den wirtschaftlichen Potenzialen von Flexumern beschäftigt. Erste Forschungsergebnisse (Fleschutz et al, 2023) im Bereich des produzierenden Gewerbes weisen darauf hin, dass erhebliche wirtschaftliche Vorteile erzielt werden können, wenn Flexibilitätspotenziale ausgeschöpft werden. Durch Investitionen in Flexibilität, wie z. B. Wärmepumpen, Energiespeicheroptionen sowie Elektrofahrzeuge und den Ausbau eigener erneuerbarer Erzeugungsanlagen können Unternehmen ihre CO2-Bilanz sowie Kosten für die Dekarbonisierung der Produktion signifikant reduzieren. Hintergrund ist, dass Unternehmen bspw. ihre Stromnachfrage durch eigene Erzeugung bedienen, dadurch weniger Strom zukaufen müssen und die Strombeschaffung auf Zeiten verlagern können, in denen der Preis niedrig ist. Die Ergebnisse deuten darauf hin, dass eine Kombination aus verschiedenen Flexibilitätsoptionen erforderlich ist, um eine wirtschaftlich rentable und vollständig dekarbonisierte Produktion zu realisieren.

## Ausblick
Die Regionalität wird bei der Energieversorgung zunehmend relevanter. Die Stromerzeugung mit erneuerbaren Energien findet vorwiegend in ländlichen Räumen mit wenig Verbrauch statt und schwankt zudem mit dem Angebot von bspw. Wind und Sonne. In Zeiten des Überangebots aus Wind- und Sonnenstrom muss Energie aus diesen Regionen abtransportiert werden. Kommt es zu Überlastungen von Stromleitungen müssen zeitweise sogar Erzeugungsanlagen abschaltet werden (Redispatch). Durch seine Energieflexibilität kann der Flexumer immer genau dann Energie beziehen, wenn diese im Übermaß vorhanden ist. Die Energie wird gespeichert, zum Beispiel im Elektrofahrzeug oder dem heimischen Batteriespeicher, und steht in Zeiten mit geringer Stromerzeugung aus erneuerbaren Energieträgern zum Verbrauch zur Verfügung. Zukünftig werden über alle Sektoren hinweg, also Haushalte, Dienstleistung und Industrie, nachfrageseitige Flexibilität vermehrt genutzt werden, um optimal auf Preissignale zu reagieren und zugleich kostensparend Maßnahmen zur Reduktion von CO2-Emissionen durchzuführen.